# Falsotmesisternus zygoceroides
Falsotmesisternus zygoceroides är en skalbaggsart som beskrevs av Stefan von Breuning 1961. Falsotmesisternus zygoceroides ingår i släktet Falsotmesisternus och familjen långhorningar. Inga underarter finns listade i Catalogue of Life.